# 25133 Douglin
25133 Douglin è un asteroide della fascia principale. Scoperto nel 1998, presenta un'orbita caratterizzata da un semiasse maggiore pari a 2,5663953 UA e da un'eccentricità di 0,1793140, inclinata di 4,44541° rispetto all'eclittica.